# Julien Pépin de Belle-Isle
Julien Pépin, seigneur de Belle-Isle, de la Freudière, etc. (né le 5 mai 1708 à Saint-Malo et mort le 24 septembre 1785 en son hôtel Pépin de Bellisle), est un corsaire et officier de marine français du XVIIIe siècle. Il termine sa carrière avec le rang de chef d'escadre des armées navales. Par son mariage avec une créole de Saint-Domingue, il est aussi un planteur esclavagiste.

## Biographie

### Origines et famille
Julien Pépin de Belle-Isle est issu d'une famille de la petite noblesse bretonne dont les origines connues remontent au XVe siècle et qui a compté plusieurs marins.
Il est le fils de Thomas-Jean Pépin (1676-1711), seigneur de Belle-Isle, et de dame Françoise Morochg (ou Morrogh). Son père, capitaine-corsaire et armateur à Saint-Malo, commande en 1677 un navire de 30 canons. Sa mère, Françoise Morrogh, est veuve de Guillaume Prigent de Penlan qu'elle avait épousé en premières noces. Ses parents se marient le 28 février 1705 à Saint-Malo. Il naît trois ans plus tard puisqu'il est baptisé à Saint-Malo, le 5 mai 1708.

### Carrière dans la Marine du Roi
Devenu adulte, Julien Pépin entreprend une carrière militaire. Il débute comme gendarme de la garde, avant de céder à son tour à la tradition familiale. Il est un temps officier de marine dans la Compagnie des Indes à Lorient.
Il commande, en 1745, le navire corsaire l'Apollon (54 canons) de Rochefort. Remarqué par la prise du vaisseau de guerre le HMS Anglesea (44 canons), dans l'océan Indien, il lui est permis d'intégrer la Marine royale. Le 15 avril 1745, il reçoit un brevet d'enseigne de vaisseau et le 14 octobre, il est reçu chevalier de Saint-Louis. Il participe à cinq campagnes, dont certaines très difficiles.
Il prend part à la guerre de Succession d'Autriche et se rend en Argentine en 1743, puis au Portugal en 1745. Il semble même avoir été tenté de prendre le parti de Charles Édouard Stuart dans sa tentative de conquête du trône d'Angleterre. Il parcourt le monde, des Indes au Canada, de l'Isle de France au Brésil en passant par les Canaries et l'Irlande, avec, à chaque fois des combats, des tempêtes et des soucis de santé mais toujours avec le même zèle pour le roi.
Progressant rapidement dans sa carrière, il est nommé lieutenant de vaisseau le 1er octobre 1747 et élevé au grade de capitaine de vaisseau seulement deux mois plus tard, pendant la campagne des Indes, grade qui ne deviendra effectif que dix ans plus tard. Malgré ses nombreuses voyages, il assiste à l'Assemblée des États de Bretagne en 1750, dans l'ordre de la noblesse.
Après avoir commandé la frégate Hébé en 1763, Julien Pépin de Belle-Isle est choisi le 4 mars 1765 pour surveiller à Nantes la construction du vaisseau le Bretagne, offert au Roi par les États de Bretagne. Il est élevé au rang de chef d'escadre des armées navales par lettre patente du 1er septembre 1767.
Il meurt le 24 septembre 1785 dans son hôtel particulier.

## Mariage

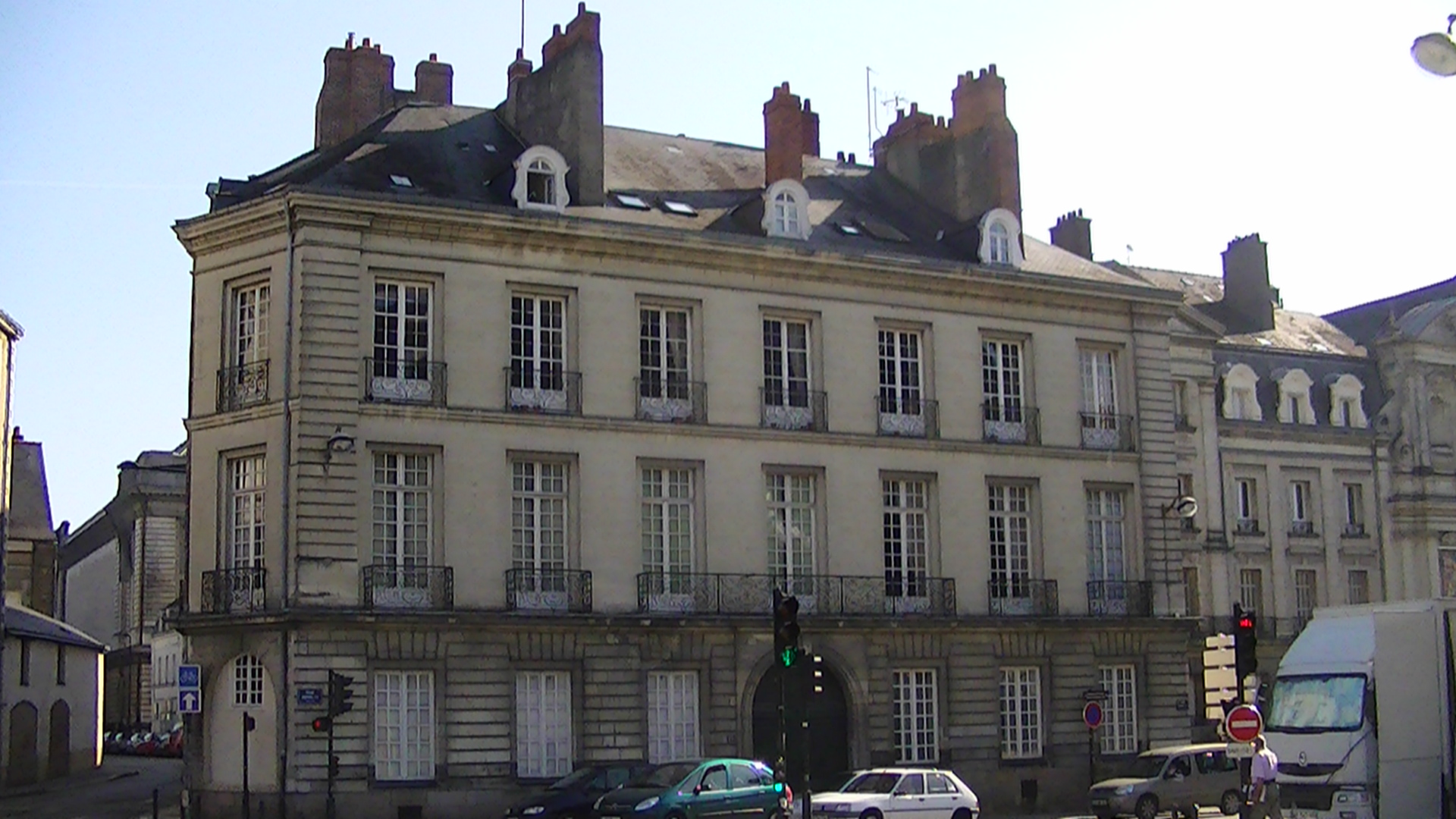
L'hôtel Pépin de Bellisle à Nantes.

Par son mariage dans la chapelle de la Haye, paroisse Saint-Luce, à Nantes, le 3 janvier 1746, avec Marie-Anne Fortin, fille de Louis Fortin, ancien major du Cul-de-Sac, sur l'île de Saint-Domingue, et de dame Marie Anne Jarofroy.
Sa femme lui apporte en dot la moitié d'une plantation de sucre à Saint-Domingue (habitation Forin-Bellisle à Croix-des-Bouquets), lui permettant de réaliser plusieurs projets : acheter un domaine, chose faite en 1751 avec l’acquisition de la terre de La Freudière, y construire un château avec communs, parc, douves, étang et jardin à la française, commandé à l'architecte parisien Contant d'Ivry, et dix ans plus tard faire élever un hôtel particulier à Nantes, l'hôtel Pépin de Bellisle.
De cette union naîtront neuf enfants, dont l'une épousera le général vendéen Pierre Prosper Gouffier de Boisy, une autre François Vincent d'Aux, une autre Jean Charles Julien d'Andigné et une autre le comte Jacques d'Escoubleau de Sourdis.

### Sources et bibliographie
- Valence Bazire, Julien Pépin de Belle-Isle, Capitaine-corsaire de Saint-Malo, Chef d'escadre des Armées navales, Paris, Éditions Guénégaud, 2012, 218 p. (ISBN 978-2-85023-150-6)
- Nicolas Viton de Saint-Allais, Nobiliaire universel de France : ou Recueil général des généalogies historiques des maisons nobles de ce royaume, vol. 16, Au bureau du Nobiliaire universel de France, 1819 (lire en ligne), p. 158-159
- Alain Delaval, « Les maîtres d'œuvre du chef d'escadre Pépin de Bellisle : Contant d'Ivry, Galley, Baccarit, 1765-1775 », Bulletin Monumental, vol. 156,‎ 1998, p. 275-286 (lire en ligne)
- André Lespagnol, Messieurs de Saint-Malo : une élite négociante au temps de Louis XIV, vol. 2, Presses Universitaires de Rennes, 1997, 867 p. (ISBN 978-2-86847-229-8, lire en ligne), p. 756